# C/2001 T4
C/2001 T4, ou C/2001 T4 (NEAT), é um cometa não periódico que foi descoberto no dia 15 de outubro de 2001 pelo programa Near Earth Asteroid Tracking (NEAT) através do Observatório Palomar.